# Eckart Loell
Eckart Loell es un deportista alemán que compitió para la RFA en vela en la clase Soling. Ganó una medalla de plata en el Campeonato Europeo de Soling de 1980.

## Palmarés internacional
| Campeonato Europeo | Campeonato Europeo   | Campeonato Europeo | Campeonato Europeo |
| Año                | Lugar                | Medalla            | Clase              |
| ------------------ | -------------------- | ------------------ | ------------------ |
| 1980               | Helsinki (Finlandia) | Medalla de plata   | Soling             |